# Terapia racional‐emotiva comportamental
Terapia racional‐emotiva comportamental (TREC), anteriormente denominada terapia racional e terapia racional‐emotiva, é uma psicoterapia ativa‐diretiva, fundamentada filosoficamente e empiricamente, cujo objetivo é resolver problemas e distúrbios emocionais e comportamentais e ajudar as pessoas a levar vidas mais felizes e gratificantes.

## História
A terapia racional‐emotiva comportamental foi criada e desenvolvida pelo americano psicoterapeuta e psicólogo Albert Ellis, que se inspirou em muitos dos ensinamentos dos filósofos asiáticos, gregos e romanos e modernos. A TREC é uma forma de terapia cognitivo‐comportamental (TCC) e foi primeiramente exposta por Ellis em meados da década de 1950; seu desenvolvimento continuou até sua morte em 2007. Ellis tornou-se sinônimo da terapia altamente influente. Psicologia Hoje observou: "Nenhum indivíduo — nem mesmo o próprio Freud — teve um impacto maior na psicoterapia moderna."
A TREC postula que as pessoas possuem crenças equivocadas sobre as situações em que estão envolvidas e que essas crenças causam perturbação, mas podem ser contestadas e alteradas.

## Pressupostos teóricos
A estrutura da TREC postula que os seres humanos possuem tanto tendências inatas racionais (isto é, que auxiliam a si mesmos, socialmente e de forma construtiva) quanto irracionais (isto é, que são autodestrutivas, socialmente prejudiciais e ineficazes) e inclinações. A TREC afirma que as pessoas, em grande medida, constroem – consciente e inconscientemente – dificuldades emocionais, como autoculpa, auto piedade, raiva clínica, mágoa, culpa, vergonha, depressão e ansiedade, e tendências comportamentais, como procrastinação, compulsividade, evasão, vício e isolamento, por meio de seu pensamento irracional e autodestrutivo, bem como de sua forma de expressar emoções e agir.
A TREC é aplicada como um processo educacional no qual o terapeuta, de forma ativa‐diretiva, ensina o cliente a identificar crenças e filosofias irracionais e autodestrutivas que, por natureza, são rígidas, extremas, irreais, ilógicas e absolutistas, para então questioná‐las e contestá‐las de maneira enérgica e ativa, substituindo‐las por outras mais racionais e que auxiliem o próprio indivíduo. Utilizando diferentes métodos e atividades cognitivos, emotivos e comportamentais, o cliente, com a ajuda do terapeuta e por meio de exercícios de lição de casa na psicoterapia, pode adquirir uma maneira de pensar, sentir e agir mais racional, autoconstrutiva e autossuficiente.
Um dos principais objetivos da TREC é mostrar ao cliente que, sempre que eventos ativadores desagradáveis e infelizes ocorrem na vida das pessoas, elas têm uma escolha entre se fazer sentir de forma saudável – ou, de maneira autoconstrutiva, sentir-se arrependidas, desapontadas, frustradas e irritadas – ou se fazer sentir de forma não saudável e autodestrutiva, horrorizadas, aterrorizadas, em pânico, deprimidas, auto‐odiadas e autocomisadas. Ao adquirir e enraizar uma filosofia mais racional e autoconstrutiva sobre si mesmo, os outros e o mundo, as pessoas tendem a se comportar e a expressar emoções de maneiras mais proveitosas e adaptativas.
Um pressuposto fundamental da TREC é que os seres humanos não se perturbam emocionalmente por circunstâncias infelizes, mas pela forma como constroem suas visões sobre essas circunstâncias por meio da linguagem, crenças avaliativas, significados e filosofias acerca do mundo, de si mesmos e dos outros. Esse conceito é atribuído, desde a antiguidade, ao filósofo estóico Epicteto, frequentemente citado como alguém que utilizou ideias semelhantes na antiguidade.

## Modelo A-B-C-D-E-F
Na TREC, os clientes geralmente aprendem e começam a aplicar esse pressuposto por meio do modelo A‐B‐C–D‐E‐F de perturbação e mudança psicológica. As letras a seguir representam os seguintes significados neste modelo:

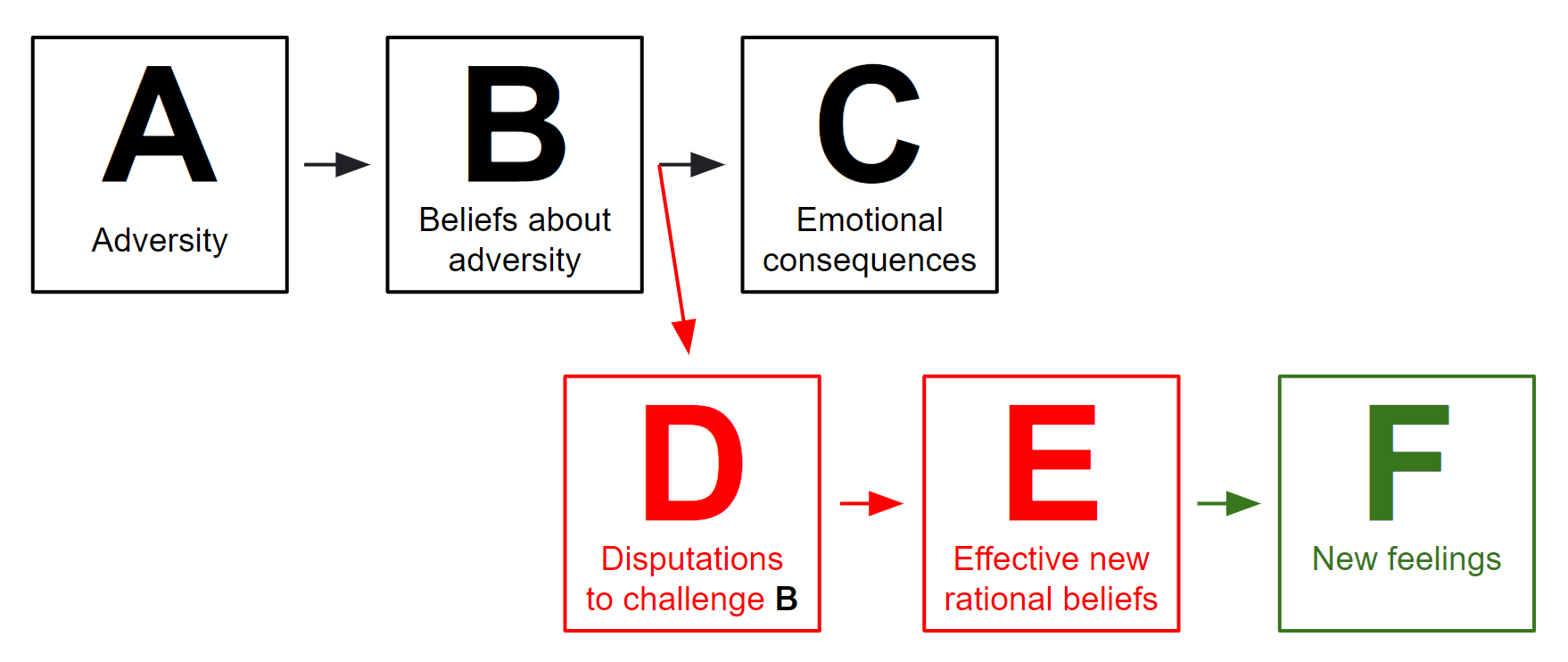
A   Adversidade
B   Brenças sobre a adversidade
C   Consequências emocionais
D   Disputa para contestar crenças sobre a adversidade
E   Eficácia de novas crenças racionais
F   Novos sentimentos

O modelo A‐B‐C afirma que não é a A, a adversidade (ou evento ativador) que causa consequências emocionais e comportamentais perturbadas e disfuncionais (os “C”), mas o que as pessoas “B” – acreditam, de forma irracional, sobre a adversidade. A adversidade, ou A, pode ser uma situação externa, um pensamento, um sentimento ou outro tipo de evento interno, podendo referir-se a um evento do passado, presente ou futuro.
As crenças irracionais “B”, as mais importantes no modelo A‐B‐C, correspondem aos significados e pressupostos filosóficos explícitos e implícitos sobre eventos, desejos pessoais e preferências. Essas crenças, que são altamente avaliativas e consistem em aspectos e dimensões inter-relacionados e integrados – cognitivos, emocionais e comportamentais –, segundo a TREC, se forem rígidas, absolutistas, fictícias e disfuncionais, a consequência “C”, tanto emocional quanto comportamental, tenderá a ser autodestrutiva e prejudicial. Em contrapartida, se a crença for preferencial, flexível e construtiva, a consequência “C” tenderá a ser autoconstrutiva e benéfica.
Por meio da TREC, ao compreender o papel dos significados, interpretações e pressupostos ilógicos, irreais e autodestrutivos – mediados e avaliativos e fundamentados filosoficamente – na perturbação, os indivíduos podem aprender a identificá‐los, para então passar à etapa “D”, disputando e questionando as evidências a seu favor. Na etapa “E”, da nova filosofia eficaz, podem reconhecer e reforçar a noção de que não há evidência para qualquer “deve”, “preciso” ou “obrigatoriedade” psicopatológica, distinguindo-os de construções saudáveis e adotando filosofias mais construtivas e que auxiliem o próprio indivíduo. Essa nova perspectiva razoável conduz a “F”, novos sentimentos e comportamentos apropriados à “A” que está sendo abordada no exercício.

## Disfunção psicológica
Um dos principais pilares da TREC é que modos e padrões irracionais e disfuncionais de pensar, sentir e agir contribuem para a perturbação humana, bem como para o autodestrutivismo emocional e comportamental e para o derrotismo social. A TREC ensina que, quando as pessoas transformam preferências, desejos e vontades flexíveis em ditos grandiosos, absolutistas e fatalistas, isso tende a contribuir para a perturbação e o desconforto. Esses padrões disfuncionais são exemplos de distorções cognitivas.

### Crenças irracionais
A TREC propõe quatro modos irracionais centrais de pensar que geram sofrimento:
1. Exigências: A tendência de exigir sucesso, tratamento justo e respeito (por exemplo, "devo ser tratado de forma justa").
2. Catastrofização: A tendência de considerar eventos adversos como terríveis ou pavorosos (por exemplo, "é terrível quando sou desrespeitado").
3. Baixa Tolerância à Frustração (BTF): A crença de que não se pode suportar ou tolerar a adversidade (por exemplo, "não suporto ser tratado injustamente").
4. Depreciação: A crença de que um único evento reflete a pessoa como um todo (por exemplo, "quando falho, isso mostra que sou um fracasso completo").[17]

### Crenças centrais que perturbam os seres humanos
Ellis sugeriu que os seres humanos adotam os modos de pensar distorcidos acima e criam três crenças ou filosofias centrais através das quais tendem a se perturbar:
| "Eu absolutamente DEVO, em praticamente todas as condições e em todos os momentos, ter um desempenho satisfatório (ou excepcional) e conquistar a aprovação (ou o amor completo) de pessoas significativas. Se eu falhar nesses aspectos importantes — e sagrados —, isso é terrível e eu sou uma pessoa má, incompetente, indigna, que provavelmente sempre falhará e merece sofrer." | "As outras pessoas com quem me relaciono ou me associo, absolutamente DEVEM, em praticamente todas as condições e em todos os momentos, me tratar de maneira agradável, atenciosa e justa. Caso contrário, é terrível e elas são pessoas corruptas, ruins, indignas, que sempre me tratarão mal, não merecem uma vida boa e devem ser severamente punidas por agirem de forma tão abominável comigo." | "As condições sob as quais vivo absolutamente DEVEM, na maior parte do tempo, ser favoráveis, seguras, sem complicações e rapidamente agradáveis, e se não forem assim, é terrível e horrível, e eu não suporto. Eu nunca consigo me divertir. Minha vida é impossível e mal vale a pena ser vivida." |
| Manter essa crença ao enfrentar adversidades tende a contribuir para sentimentos de ansiedade, pânico, depressão, desespero e de falta de valor. | Manter essa crença ao enfrentar adversidades tende a contribuir para sentimentos de raiva, fúria, ira e de desejo de vingança. | Manter essa crença ao enfrentar adversidades tende a contribuir para frustração e desconforto, intolerância, autocomiseração, raiva, depressão e para comportamentos como procrastinação, evitação, comportamentos viciosos e inação.                                                                 |

### Exigências rígidas que os seres humanos impõem
A TREC postula comumente que, no cerne das crenças irracionais, frequentemente existem exigências e comandos rígidos, explícitos ou implícitos, e que derivados extremos – como a catastrofização, a baixa tolerância à frustração, a depreciação e as generalizações excessivas – os acompanham. De acordo com a TREC, as filosofias disfuncionais centrais no sistema de crenças avaliativas emocionais e comportamentais de uma pessoa tendem também a contribuir para inferências e distorções no pensamento que são irreais, arbitrárias e distorcidas. Assim, a TREC ensina que, quando as pessoas, de maneira insensata e devota, fazem uso excessivo dos imperativos absolutistas, dogmáticos e rígidos (como “devo”, “preciso” etc.), tendem a se perturbar e aborrecer.

### Generalização excessiva
Além disso, a TREC postula que avaliações perturbadas ocorrem, em grande parte, por meio da generalização excessiva, na qual as pessoas exageram e globalizam eventos ou traços – geralmente indesejados – fora de contexto, ignorando quase sempre os aspectos positivos. Por exemplo, a catastrofização é, em parte, uma mental amplificação da importância de uma situação indesejada, transformando-a de ruim para algo pior do que deveria ser, de totalmente ruim para intolerável, chegando até a um "holocausto". O mesmo exagero e generalização ocorrem na avaliação humana, na qual os indivíduos passam a ser definidos de forma arbitrária e axiomaticamente por suas falhas ou malfeitos percebidos. A intolerância à frustração, então, ocorre quando uma pessoa percebe algo como sendo demasiado difícil, doloroso ou tedioso, exagerando essas qualidades além de sua capacidade de lidar com elas.

### Perturbações secundárias
Essencial para a teoria da TREC é também o conceito de perturbações secundárias, que as pessoas às vezes constroem sobre sua perturbação primária. Como enfatiza Ellis:
Devido à sua autoconsciência e à capacidade de pensar sobre o próprio pensamento, elas podem perturbar-se com facilidade tanto em relação às suas perturbações quanto às tentativas ineficazes de superá‐las.

## Origens da disfunção
Em relação aos processos cognitivos afetivo‐comportamentais no funcionamento e na disfunção mental, o criador Albert Ellis explica:
A TREC assume que o pensamento, a emoção e a ação humanos não são processos separados ou díspares, mas que se sobrepõem de forma significativa e raramente são experimentados em um estado puro. Grande parte do que chamamos de emoção nada mais é do que um certo tipo – tendencioso, preconceituoso ou fortemente avaliativo – de pensamento. Contudo, as emoções e os comportamentos influenciam e afetam significativamente o pensamento, assim como este influencia as emoções e os comportamentos. Avaliar é uma característica fundamental dos organismos humanos e parece funcionar como um circuito eletrônico fechado com um mecanismo de feedback: primeiro, a percepção influencia a resposta e, depois, a resposta tende a influenciar a percepção subsequente. Ademais, percepções anteriores parecem influenciar as percepções seguintes, assim como respostas anteriores influenciam as respostas posteriores. O que chamamos de sentimentos quase sempre possui um pronunciado elemento de avaliação ou apreciação.
A TREC propõe, de modo geral, que muitas dessas tendências cognitivas, emotivas e comportamentais autodestrutivas são tanto inatas (biológicas) quanto inculcadas precocemente e ao longo da vida,[carece de fontes?] fortalecendo-se à medida que o indivíduo as revisita, adere e age com base nelas. Ellis alude às semelhanças entre a TREC e a semântica geral ao explicar o papel das crenças irracionais nas tendências autodestrutivas, citando Alfred Korzybski como uma influência moderna significativa nesse pensamento.
A TREC difere de outras abordagens clínicas, como a psicanálise, por dar pouca ênfase à exploração do passado, concentrando-se em mudar as avaliações atuais e o modo de pensar, sentir e agir em relação a si mesmo, aos outros e às condições de vida.

## Perturbações
A TREC vê as perturbações como causadas por características intrínsecas do indivíduo, e não por um evento passado específico;
Quase todos (clientes neuróticos) possuem tendências inatas de transformar seus desejos e preferências intensos (aprendidos e para os quais também têm predisposições biológicas) em exigências irreais, ilógicas e absolutistas, perturbando-se quando tais imperativos rígidos não são cumpridos.

## Outras percepções
Outras percepções da TREC (algumas referentes ao modelo ABCDEF acima) são:
Percepção 1 – As pessoas passam a reconhecer e aceitar que suas perturbações emocionais no ponto C são apenas parcialmente causadas pelos eventos ativadores ou adversidades no ponto A que precedem o C. Embora o A contribua para o C, e embora os C perturbados (como sentimentos de pânico e depressão) sejam muito mais prováveis de ocorrer após As negativos fortes (como ser agredido ou estuprado) do que após As fracos (como ser desagradável para um estranho), os núcleos principais das perturbações emocionais extremas e disfuncionais (os Cs) são as crenças irracionais – os imperativos absolutistas (inflexíveis) e as inferências e atribuições que as pessoas firmemente acreditam acerca do evento ativador.

Percepção 2 – Independentemente de como, quando e por que as pessoas adquirem crenças autodestrutivas ou irracionais (ou seja, crenças que são a principal causa de suas consequências emocionais e comportamentais disfuncionais), se elas estão perturbadas no presente, tendem a manter essas crenças e continuar a se perturbar com esses pensamentos. Isso ocorre não porque as mantinham no passado, mas porque ainda as sustentam ativamente no presente (frequentemente de forma inconsciente), reafirmando-as e agindo como se fossem válidas. Em suas mentes e corações, os indivíduos perturbados continuam a seguir as filosofias centrais “masturbatórias” que adotaram ou inventaram há muito tempo ou que aceitaram ou construíram recentemente.

Percepção 3 – Por mais que alcancem as percepções 1 e 2, a percepção, isoladamente, raramente permite que as pessoas desfaçam suas perturbações emocionais. Podem se sentir melhor quando sabem, ou pensam saber, como se perturbaram, pois as percepções podem parecer úteis e curativas. Contudo, é improvável que melhorem e se mantenham melhor a menos que adotem e apliquem a percepção 3, que é: geralmente não há como melhorar e se manter melhor, exceto por meio de trabalho contínuo e prática na busca e identificação das crenças irracionais centrais; contestando‐as de forma ativa, enérgica e científica; substituindo os imperativos absolutos (exigências rígidas sobre como as coisas deveriam ser) por preferências mais flexíveis; transformando sentimentos não saudáveis em emoções saudáveis e autoconstrutivas; e agindo firmemente contra os medos disfuncionais e as compulsões. Somente por meio de um ataque combinado – cognitivo, emotivo e comportamental – e de um esforço persistente e vigoroso contra os sérios problemas emocionais, é provável que se mitiguem ou eliminem significativamente, e que se mantenham assim.

## Intervenção
Como explicado, a TREC é um sistema terapêutico que abrange teoria e prática; geralmente, um dos objetivos da TREC é ajudar os clientes a perceber como aprenderam a se perturbar desnecessariamente, ensinando-os a "desfazer" essa perturbação e a capacitar-se para levar vidas mais felizes e gratificantes. A ênfase na terapia é, em geral, estabelecer uma aliança terapêutica colaborativa bem‐sucedida, baseada no modelo educacional da TREC. Embora a TREC ensine que o terapeuta ou conselheiro se beneficia ao demonstrar aceitação incondicional do outro ou consideração positiva incondicional, o terapeuta nem sempre é incentivado a construir uma relação calorosa e afetuosa com o cliente. Suas tarefas incluem compreender as preocupações do cliente a partir de seu ponto de vista e atuar como facilitador, professor e incentivador.
Na TREC tradicional, o cliente, juntamente com o terapeuta, de forma estruturada e ativa‐diretiva, frequentemente trabalha em um conjunto de problemas‐alvo e estabelece metas terapêuticas. Nesses problemas, as emoções, comportamentos e crenças disfuncionais situacionais são avaliados em relação aos valores e metas do cliente. Após enfrentar esses problemas, o cliente aprende a generalizar as percepções para outras situações relevantes. Em muitos casos, depois de passar por diferentes problemas‐alvo, o terapeuta investiga possíveis crenças centrais e avaliações e esquemas filosóficos mais enraizados que possam explicar uma gama mais ampla de emoções e comportamentos problemáticos. Embora a TREC seja muitas vezes empregada como uma terapia breve, em problemas mais profundos e complexos é recomendada uma intervenção terapêutica mais prolongada.
Na terapia, o primeiro passo costuma ser o reconhecimento dos problemas pelo cliente, que aceita a responsabilidade emocional e demonstra disposição e determinação para mudar. Isso normalmente requer considerável percepção, mas, como explica o criador Albert Ellis:
Os seres humanos, diferentemente de quase todos os outros animais na Terra, criam línguas bastante sofisticadas que não apenas lhes permitem pensar sobre seus sentimentos, ações e os resultados de fazer ou não fazer certas coisas, mas também pensar sobre seu próprio pensamento – chegando até mesmo a pensar sobre o pensamento sobre o próprio pensamento.
Por meio do processo terapêutico, a TREC emprega uma ampla variedade de métodos e técnicas enérgicos e ativos, isto é, de abordagem multimodal e de disputação. O objetivo central desses métodos e técnicas é ajudar o cliente a desafiar, contestar e questionar suas cognições, emoções e comportamentos destrutivos e autodestrutivos. Esses recursos incorporam abordagens cognitivo‐filosóficas, emotivo‐evocativas‐dramáticas e comportamentais para contestar os construtos irracionais e autodestrutivos do cliente, auxiliando-o a desenvolver outros mais racionais e autoconstrutivos. A TREC reconhece que compreensão e percepção não são suficientes; para que o cliente mude significativamente, é necessário identificar suas crenças irracionais e autodestrutivas construtos e trabalhar de forma enérgica e ativa para transformá‐las em alternativas mais funcionais e autossuficientes.
A TREC postula que o cliente deve esforçar‐se intensamente para melhorar, o que, na terapia, geralmente inclui uma ampla variedade de exercícios de lição de casa no cotidiano designados pelo terapeuta. As tarefas podem, por exemplo, incluir exercícios de dessensibilização, isto é, fazer com que o cliente confronte aquilo que teme. Dessa forma, o cliente atua ativamente contra a crença que frequentemente contribui para a perturbação.
Outro fator que contribui para a brevidade da TREC é que o terapeuta busca capacitar o cliente para que este se auxilie em futuras adversidades. A TREC promove soluções temporárias somente quando não são encontradas alternativas mais fundamentais. Uma colaboração ideal e bem‐sucedida entre terapeuta e cliente resulta em mudanças na forma como o cliente se avalia, avalia os outros e sua vida – mudanças que, provavelmente, produzirão resultados eficazes. Assim, o cliente progride rumo à aceitação incondicional de si mesmo, dos outros e da vida, esforçando‐se para viver de forma mais gratificante e feliz.

## Aplicações e interfaces
As aplicações e interfaces da TREC são utilizadas em uma ampla variedade de problemas clínicos em ambientes psicoterapêuticos tradicionais, como a terapia individual, a terapia em grupo e a terapia familiar. É empregada como tratamento geral para uma vasta gama de condições e problemas psicológicos normalmente associados à psicoterapia.
Além disso, a TREC é aplicada também em problemas não clínicos e questões cotidianas por meio do aconselhamento, consulta e ambientes de coaching, abordando temas como relacionamentos, habilidades sociais, mudanças de carreira, gerenciamento de estresse, treinamento de assertividade, luto, problemas com o envelhecimento, dinheiro, controle de peso etc. Mais recentemente, o uso relatado da TREC em contextos de esporte e exercício físico cresceu, demonstrando-se a eficácia da TREC em diversos esportes.
A TREC também possui muitas interfaces e aplicações por meio de recursos de autoajuda, aconselhamento por telefone e internet, workshops e seminários, programas em locais de trabalho e educacionais, etc. Isso inclui a Educação Racional‐Emotiva (ERE), na qual a TREC é aplicada em ambientes educacionais; o Treinamento de Eficácia Racional em contextos empresariais e de trabalho; e o SMART Recovery (Treinamento de Autogestão e Recuperação) no apoio àqueles em recuperação de dependência, além de uma ampla variedade de estratégias e aplicações de tratamento especializadas.

## Eficácia
A TREC e a TCC, em geral, possuem uma base de pesquisa substancial e robusta para verificar e apoiar tanto sua eficiência psicoterapêutica quanto seus fundamentos teóricos. Meta‐análises de estudos baseados em resultados revelam que a TREC é eficaz no tratamento de diversas psicopatologias, condições e problemas. Ensaios clínicos randomizados recentes ofereceram uma visão positiva sobre a eficácia da TREC.
De modo geral, a TREC é, sem dúvida, uma das teorias mais investigadas no campo da psicoterapia, e uma vasta experiência clínica, aliada a um corpo substancial de pesquisas psicológicas modernas, validou e corroborou muitas das pressuposições teóricas da TREC sobre psicologia da personalidade e psicoterapia.
A TREC pode ser eficaz na melhoria do desempenho esportivo e da saúde mental.
O próprio Ellis, mais tarde na vida, aceitou que a TREC não era universalmente eficaz; "Espero também não ser um devoto da TREC, pois não acredito que seja uma cura absoluta para todos e aceito suas limitações distintas."

## Limitações e críticas
A pesquisa clínica sobre a TREC tem sido criticada tanto de dentro quanto por outros. Por exemplo, o criador Albert Ellis já enfatizou, por vezes, a dificuldade e a complexidade de medir a eficácia psicoterapêutica, pois muitos estudos tendem a medir apenas se os clientes se sentem melhor após a terapia, em vez de melhorarem e se manterem melhor. Ellis também criticou estudos por terem foco limitado, principalmente nos aspectos de reestruturação cognitiva, em detrimento da combinação dos aspectos cognitivos, emotivos e comportamentais da TREC. Como a TREC foi alvo de críticas ao longo de sua existência – especialmente em seus primeiros anos –, seus teóricos possuem uma longa história de publicações e de respostas a essas questões. Também foi argumentado, por Ellis e outros clínicos, que a teoria da TREC, em diversas ocasiões, foi mal interpretada e equivocadamente compreendida, tanto na pesquisa quanto em termos gerais.
Alguns criticaram a TREC por ser severa, formulaica e por não abordar problemas subjacentes profundos. Os teóricos da TREC responderam que um estudo cuidadoso demonstra que ela é, simultaneamente, filosoficamente profunda, humanística e individualizada, trabalhando de forma colaborativa com base no ponto de vista do cliente. Argumentaram ainda que a TREC utiliza uma metodologia integrada e inter-relacionada de intervenções cognitivas, emotivo‐experienciais e comportamentais. Outros questionaram a visão da TREC sobre a racionalidade, tanto os construtivistas radicais – que afirmam que razão e lógica são propriedades subjetivas – quanto aqueles que defendem que a razão pode ser determinada objetivamente. Os teóricos da TREC contestaram, alegando que ela levanta objeções às escolhas e conclusões irracionais dos clientes como hipótese de trabalho e, por meio de esforços colaborativos, demonstra a irracionalidade com fundamentos práticos, funcionais e consensuais sociais. Em 1998, quando perguntado qual a principal crítica à TREC, Albert Ellis respondeu que era a alegação de ser demasiadamente racional e de não lidar suficientemente com as emoções. Ele repudiou essa crítica, afirmando que, ao contrário, a TREC enfatiza que pensar, sentir e agir são inter-relacionados e integrados, incluindo uma vasta quantidade de métodos emocionais e comportamentais além dos cognitivos.
O próprio Ellis criticou de forma bastante direta abordagens opostas, como a psicanálise, a psicologia transpessoal e as psicoterapias abreativas, além de questionar, em diversas ocasiões, algumas das doutrinas presentes em certos sistemas religiosos, no espiritualismo e no misticismo. Muitos – inclusive praticantes da TREC – alertaram contra a dogmatização e a santificação da TREC como uma suposta panaceia psicológica perfeita. Defensores proeminentes da TREC têm promovido a importância de pesquisas programáticas e de alta qualidade, entre eles o próprio criador Ellis, que se autodenomina "cético apaixonado". Em diversas ocasiões, ele esteve aberto a desafios, reconhecendo erros e ineficiências em sua abordagem e revisando simultaneamente suas teorias e práticas. De modo geral, no que tange às intervenções das psicoterapias cognitivo‐comportamentais, outros apontaram que, como cerca de 30–40% das pessoas ainda não respondem às intervenções, a TREC poderia servir de plataforma para revitalizar estudos empíricos sobre a eficácia dos modelos cognitivo‐comportamentais da psicopatologia e do funcionamento humano.

## Bem-estar mental
Como se esperava, a TREC sustenta que o bem-estar mental e a saúde mental resultam, em grande parte, de modos de pensar, sentir e agir que sejam autoconstrutivos, flexíveis e lógico‐empíricos. Quando ocorre um evento ativador, percebido como indesejado e estressante, e o indivíduo interpreta, avalia e reage à situação de forma racional e autoconstrutiva, a consequência resultante tende a ser mais saudável, construtiva e funcional. Isso não significa, de forma alguma, que uma pessoa relativamente sem perturbações jamais experiencie sentimentos negativos, mas a TREC busca minimizar emoções debilitantes e comportamentos autodestrutivos.
A TREC reconhece que, além de se perturbarem, as pessoas são inatamente construtivistas. Por se perturbarem, em grande parte, por conta de suas crenças, emoções e comportamentos, elas podem ser auxiliadas, por meio de abordagem multimodal, a contestar e questionar essas crenças, desenvolvendo um conjunto de construtos mais viáveis e autossuficientes.
A TREC ensina e promove, em geral:
- Que os conceitos e filosofias de vida da aceitação incondicional de si mesmo, dos outros e da vida são estratégias eficazes para alcançar o bem-estar mental e a saúde mental.
- Que os seres humanos são inerentemente falíveis e imperfeitos e se beneficiam ao aceitar a totalidade e a humanidade de si mesmos e dos outros, mesmo que possam não gostar de alguns de seus comportamentos e características. É preferível não medir todo o seu ser ou "existência" e abandonar a ideia estreita, grandiosa e, em última instância, destrutiva de atribuir a si mesmos uma avaliação global ou um boletim de notas – em parte porque os seres humanos estão em constante evolução e são complexos demais para serem avaliados com precisão; todos realizam tanto ações autodestrutivas/sociais prejudiciais quanto autoconstrutivas/sociais benéficas, possuindo traços e atributos tanto vantajosos quanto prejudiciais em determinados momentos e condições.
- Que é melhor aceitar a vida com seus incômodos e dificuldades – que nem sempre correspondem aos desejos – enquanto se busca mudar o que é possível e viver da forma mais elegante possível com o que não pode ser modificado.

## Leitura complementar
- Albert Ellis et al., Um Guia para Viver de Forma Racional (3ª ed. rev.); Wilshire Book Company, 1997. ISBN 0-87980-042-9
- Albert Ellis, Superando Crenças, Sentimentos e Comportamentos Destrutivos: Novos Rumos para a Terapia Racional‐Emotiva Comportamental; Prometheus Books, 2001. ISBN 1-57392-879-8
- Albert Ellis, Sentindo-se melhor, melhorando, permanecendo melhor; Impact Publishers, 2001. ISBN 1-886230-35-8
- Albert Ellis e Michael Abrams, PhD, e Lidia Abrams, PhD. Teorias da Personalidade: Perspectivas Críticas, Nova York: Sage Press, 7/2008 ISBN 978-1-4129-1422-2 (Esta foi sua obra final, publicada postumamente).
- Albert Ellis & Windy Dryden, A Prática da Terapia Racional‐Emotiva Comportamental (2ª ed.); Springer Publishing, 2007. ISBN 978-0-8261-2216-2
- Albert Ellis & Catharine MacLaren, Terapia Racional‐Emotiva Comportamental: Guia para o Terapeuta (2ª ed.); Impact Publishers, 2005. ISBN 978-1-886230-61-3
- Windy Dryden & Michael Neenan, Começando com a TREC; Routledge, 2005. ISBN 978-1-58391-939-2
- Windy Dryden, Terapia Racional‐Emotiva Comportamental em Poucas Palavras (Aconselhamento em Poucas Palavras); Sage Publications, 2005. ISBN 978-1-4129-0770-5
- Windy Dryden, Fundamentos da Terapia Racional‐Emotiva Comportamental: Um Manual de Treinamento; John Wiley & Sons, 2002. ISBN 1-86156-347-7
- Windy Dryden, Desenvolvimentos Teóricos na Terapia Racional‐Emotiva Comportamental; Brunner-Routledge, 2003. ISBN 1-58391-272-X
- Windy Dryden et al., Um Guia Prático para a Terapia Racional‐Emotiva; Oxford University Press, 1992. ISBN 0-19-507169-7
- Windy Dryden, Raymond Di Giuseppe & Michael Neenan, Um Manual da Terapia Racional‐Emotiva Comportamental (2ª ed.); Research Press, 2002. ISBN 978-0-87822-478-4
- Stevan Lars Nielsen, W. Brad Johnson & Albert Ellis, Aconselhamento e Psicoterapia com Pessoas Religiosas: Uma Abordagem da Terapia Racional‐Emotiva Comportamental; Lawrence Erlbaum, 2001. ISBN 0-8058-2878-8.